# Palčje
Palčje este o localitate din comuna Pivka, Slovenia, cu o populație de 208 locuitori.